# Вопрос о канонизации Ивана Грозного
Вопрос о канонизации Ивана Грозного — дискуссия о причислении русского царя Ивана IV Васильевича Грозного к лику святых Русской Православной Церкви. Ставился некоторыми националистически и монархически настроенными церковными и околоцерковными кругами, основывающимися, по их словам, на якобы фактах традиционного народного почитания этого царя.
Данная тема нашла отрицательный отклик в ряде публикаций церковных историков и богословов, например, протодиакона Андрея Кураева, профессора Александра Дворкина, Алексея Беглова, Виталия Питанова, протоиерея Владислава Цыпина, архимандрита Макария (Веретенникова), игумена Дамаскина (Орловского).
Издательским Советом Русской Православной Церкви в 2003 году была выпущена книга «Царь Иван Васильевич: Грозный или святой? Аргументы Церкви против канонизации Ивана Грозного и Григория Распутина»
Вопрос встретил резкий отпор со стороны священноначалия, большинства клириков и мирян. Идея канонизации была официально отвергнута в докладе председателя Синодальной комиссии по канонизации, митрополита Крутицкого и Коломенского Ювеналия, Архиерейскому собору РПЦ в октябре 2004 года. В докладе отмечено, что вопрос о канонизации Ивана Грозного есть «вопрос не столько веры, религиозного чувства или достоверного исторического знания, сколько вопрос общественно-политической борьбы».

## Движение за канонизацию
Основополагающими для движения за канонизацию Ивана Грозного послужили труды, подписанные именем митрополита Петербургского и Ладожского Иоанна (Снычёва), в особенности книга «Самодержавие Духа». Все повествование о Грозном и в данной книге направлено на то, чтобы создать образ исключительно благочестивого царя, сделавшего для Русской церкви и для России одно только благо. В этой связи, делаются попытки опровергнуть общеизвестные черные страницы из истории правления Ивана Грозного. Все негативные свидетельства о Грозном отвергались, как недостоверные и исходящие, по его мнению, от иностранцев: Антонио Поссевино, Генриха Штадена, Джерома Горсея и других «авторов политических памфлетов, изображавших Московское государство в самых мрачных красках». Начиная с Карамзина, русские историки якобы стали воспроизводить «в своих сочинениях всю ту мерзость и грязь, которыми обливали Россию заграничные „гости“». После смерти митрополита Иоанна (1995) движение за канонизацию Ивана Грозного возглавил его бывший пресс-секретарь, главный редактор газеты «Русь Православная» Константин Душенов, которому в церковных кругах приписывают соавторство или даже авторство написанных митрополитом Иоанном работ. Вслед за ним появился ещё ряд историков и публицистов, работавших в том же направлении.
Важным событием для сторонников реабилитации Ивана Грозного явилась канонизация Николая II и его семьи. Хоть официально и было заявлено, что Николай II прославлен не как царь-мученик, а как страстотерпец, для почитателей царя, кои занимали активное большинство среди «церковных низов», это означало определенную победу и воплощение основных монархических чаяний. После этого наметились два основных направления его дальнейшего развития. Первое — идея искупительной жертвы Николая II, вторая идея — прославление Ивана Грозного, фигуры, по сути дополняющей в «монархических святцах» смиренный, непротивленческий образ Николая II. Практически неотъемлемо от почитания Ивана Грозного в этой среде стало почитание Григория Распутина.
4 октября 2002 года в Москве на Международном форуме славянской письменности и культуры состоялась «научно-богословская конференция „Исторические мифы и реальность“», названная сочувствующими церковными журналистами — «конференцией ученых и специалистов по анализу фактов жизни и разоблачению клеветы на царя Иоанна Грозного и Григория Распутина». Участники мероприятия направили письмо Патриарху с просьбой о канонизации этих деятелей, указывая, прежде всего, на факты почитания Ивана Грозного в XVI—XVII вв. и на то, что он «являлся во плоти отцом двух святых» — (местночтимого) царя Фёдора Иоанновича и царевича Дмитрия, и отвергнув все обвинения против Ивана Грозного на том основании, что «историография, особенно светская, посвященная эпохе Царя Иоанна Грозного, полна противоречий и искажений, имеющих не фактологическое, а идеологическое и политическое происхождение». При этом один из участников конференции, Андрей Хвалин, таким образом изложил свою «методологию», позволившую ему прийти к столь смелым, с точки зрения традиционной науки, выводам: из источников следует брать то, что «созвучно сердечному исповеданию… Вообще говоря, чем ближе церковный историк ко Христу Спасителю и Христу — Помазаннику Божьему, тем полнее его индивидуальный голос сливается с соборным голосом Церкви».
Историк Н. А. Митрохин ставит движение за канонизацию Ивана Грозного в один ряд с такими малоудачными инициативами антиархиерейского движения, как борьба с новыми российскими паспортами, а также призывами канонизировать Григория Распутина, Игоря Талькова и других «патриотических» персонажей русской истории. В 2007 году газета «Церковный вестник» писала: «судя по тому, какое количество „ревнительских“ брошюр и дисков появилось в то время в церковных и околоцерковных лавках, дело „опричной“ пропаганды поставлено весьма хорошо и финансируется далеко не последними людьми в мире российского бизнеса. <…> „Ревнительское“ движение против ИНН, за канонизацию Ивана Грозного и Григория Распутина дает все новые и новые рецидивы, стоит только дать очередной повод вроде „послания епископа Диомида“».

## Доводы сторонников канонизации
Утверждение о личном благочестии и праведности Ивана Грозного

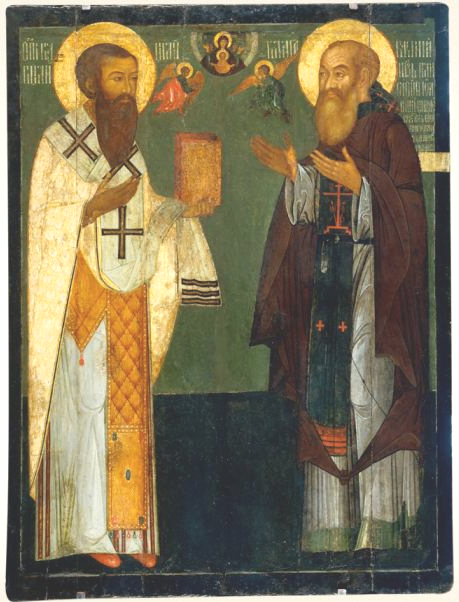
Изображение отца Ивана Грозного с нимбом: «Святитель Василий и великий князь Василий III»

В заслугу Ивану Грозному ставится то, что перед смертью принял великую схиму с именем Иона.
Доводы об успешной церковной и государственной деятельности в его царствование
В некоторых кругах Иван Грозный и его деятельность, в том числе и Опричнина, оценивается положительно. Приводятся доводы о том, что при нём было возведено более 40 каменных церквей, основано свыше 60 монастырей, прославлено 39 (или 52) русских святых, были изданы Степенная книга, Лицевой летописный свод, Судебник, Стоглав, Четьи-Минеи, Домострой, было построено 155 крепостей и 300 новых городов, основано около 300 почтовых станций, были созваны Церковные Соборы: в 1547 и 1549 (см. Макарьевские соборы), 1551 (см. Стоглавый собор), 1553, 1562, 1580 годах.
Утверждения о канонизации Ивана Грозного как местночтимого святого Московской епархии

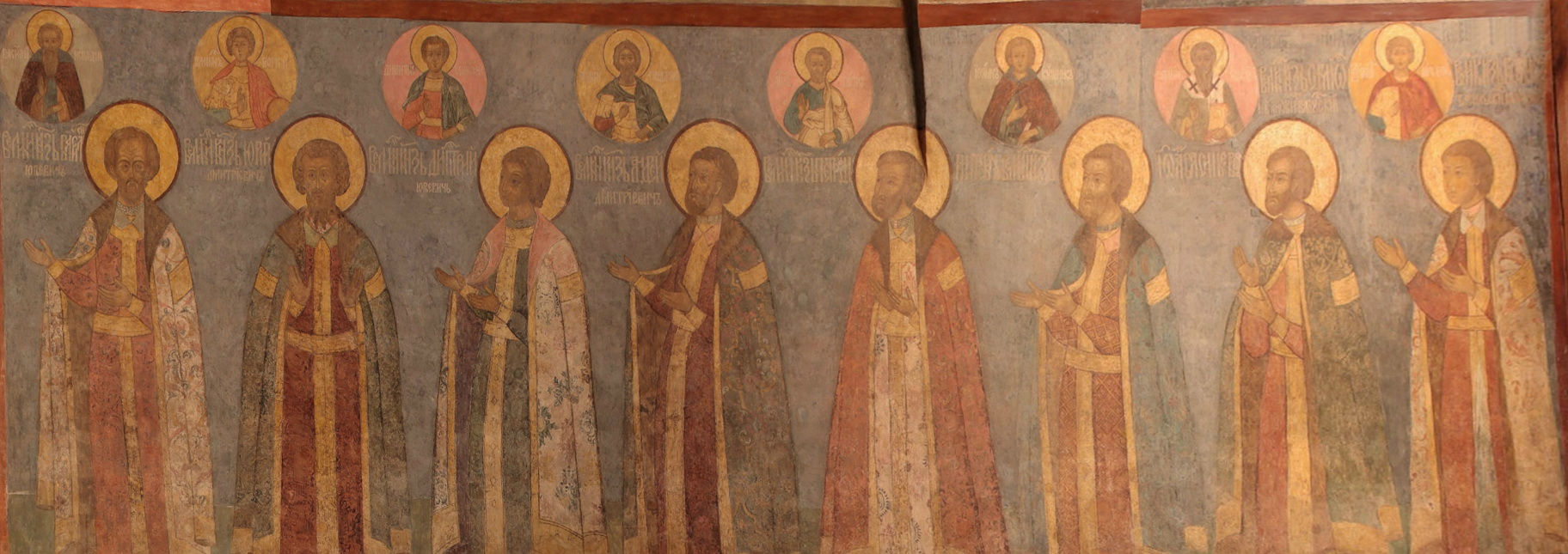
Фрески Архангельского собора Московского кремля изображают всех погребенных в нём до 1508 года великих князей с нимбами, а все надгробные эпитафии — от Ивана Калиты до царевича Александра Петровича — содержат титул «благоверный».

В книге митрополита Санкт-Петербургского и Ладожского Иоанна (Снычёва) изложено то, что он считает фактами почитания царя русским народом до революции 1917 года: «Как первый Помазанник Божий на русском престоле Иоанн IV, без сомнения, так же почитался в народе после своей кончины, как местночтимый святой благоверный царь».
Святцы Коряжемского монастыря
Одним из доводов сторонников канонизации были опубликованные в 2002 году газетой «Русский Вестник» «Святцы Коряжемского монастыря» (1624 год), в которых на обороте 205-го листа под датой 10 июня находится запись: «В той же день обретение святаго телеси великомученика Царя Ивана». Церковный историк, профессор Евгений Голубинский в своём труде «История канонизации святых в Русской Церкви» (1903 год) признавал, что речь идёт о мощах именно Царя Иоанна Грозного, но отмечал, что он входит в «список усопших, на самом деле не почитаемых, но имена которых внесены в каталоги святых», понимая под каталогом частный список из Коряжемских святцев, отмечая что они не отличаются большой достоверностью. При этом в составленной в конце XVII века «Книге, глаголемой о русских святых» среди общерусских или местночтимых святых имя Ивана Грозного не упоминается, хотя составленный в начале XX века «Полный месяцеслов Востока» архиепископа Сергия (Спасского) практически дословно повторяет текст Коряжемских святцев.
Изображение Ивана Грозного с нимбом
Там же в книге «Самодержавие духа» сказано: «Это почитание и отражают нимбы на нескольких известных ныне изображениях Государя».
Противники канонизации указывают, что наличие нимба вовсе необязательно свидетельствует о почитании «нимбоносца» как святого Церкви и отображает византийскую традицию отмечать таким способом царствующую особу. Так на фресках Архангельского собора Московского Кремля имеются изображения всех погребённых в нём до 1508 года великих князей с нимбами, а надгробные эпитафии имеют эпитет «благоверный», который был частью официального титула. Первым изображением русского правителя с нимбом, как указывает Т. Е. Самойлова, является портрет Дмитрия Внука на пелене Елены Волошанки (1498 год). Надгробный образ из Архангельского собора «Святитель Василий и великий князь Василий III» (3-я четверть XVI века), где московский князь изображён с нимбом, по мнению искусствоведов, другой ранний пример изображения несвятого русского князя с нимбом. Его «можно отнести к нововведениям в русской иконографии, к редким примерам заимствования византийских императорских традиций в их канонической и богословской полноте и репрезентативности»
Упоминание о панихидах по Ивану Грозному у гробницы Ивана Грозного как о свидетельстве религиозного почитания

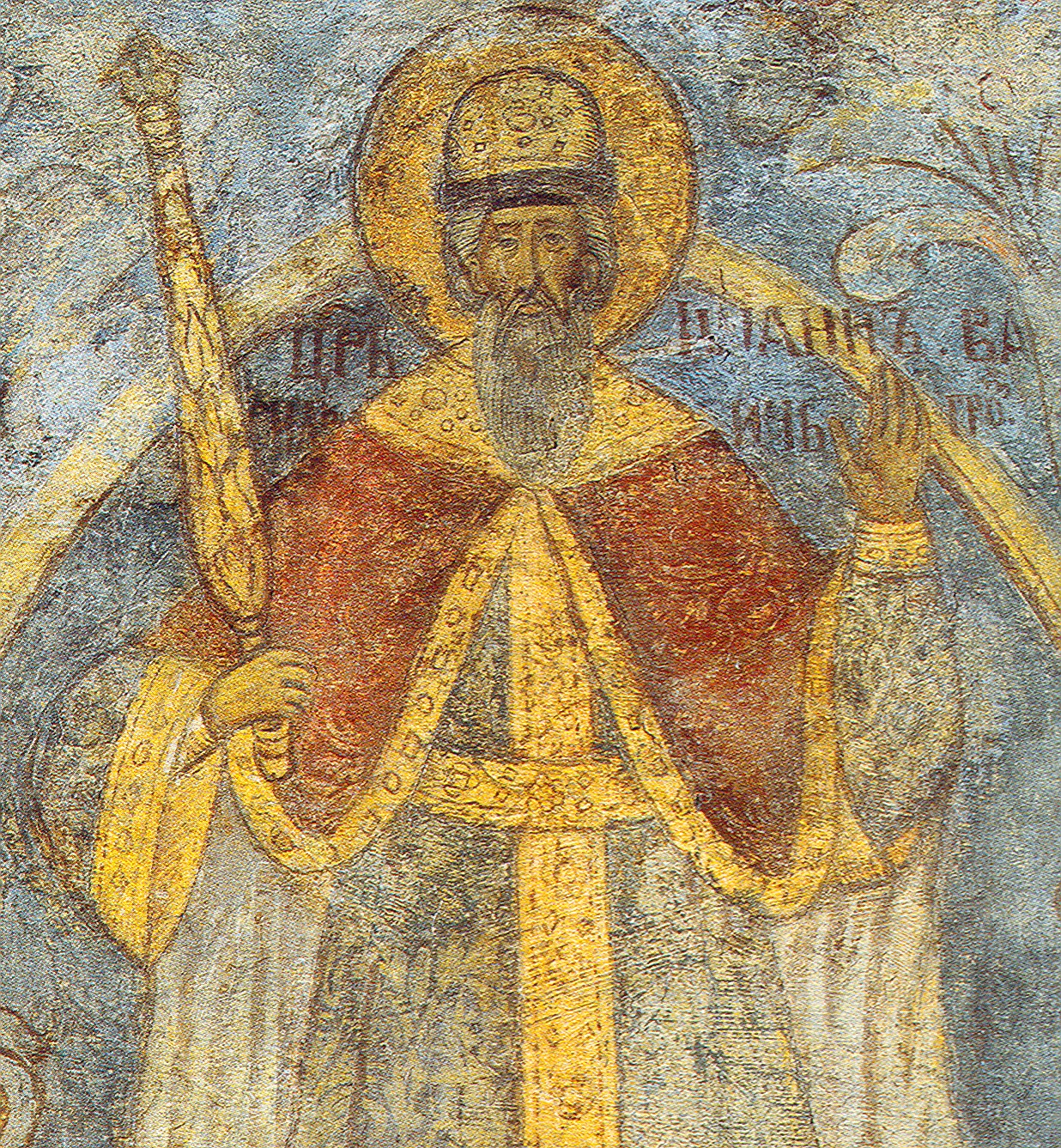
Фреска с изображением Ивана IV с нимбом, 1689 г.

В книге «Самодержавие духа» далее указывается: «До 1917 года на гробницу Иоанна Васильевича в Московском Кремле приходили простые русские люди просить царя о заступничестве в суде, как небесного предстоятеля перед Праведным Судьей». Это утверждения является отсылкой к труду протоиерея Николая Извекова «Московский придворный Архангельский Собор» (1916 год), где сообщается: «У гробницы его, по усердию многих богомольцев собора, служатся панихиды с поминовением или одного имени царя Иоанна Васильевича или же с прибавлением к оному имен своих родственников».
Утверждение о подготовке к канонизации Ивана Грозного на Поместном соборе 1917—1918 годов
Публицист Леонид Болотин утверждает, ссылаясь на писателя А. Н. Стрижева, что последний во время работы в Отделе рукописей ГБЛ с документами фондов Святейшего Правительствующего Синода десятых годов XX века — до Собора 1917—1918 годов, якобы обнаружил там список подвижников благочестия, к канонизации которых готовился Синод. Там были и Блаженная Ксения Петербургская, и Святитель Игнатий Брянчанинов, и Святитель Феофан Затворник, и Святитель Филарет Московский, и Праведный Иоанн Кронштадтский, и царь Иоанн Васильевич Грозный (всего более 25 имён). Однако независимых подтверждений присутствия Грозного в списке не существует, равно как и наличия самого списка — в действительности, Синодальный фонд хранится в РГИА в Санкт-Петербурге.

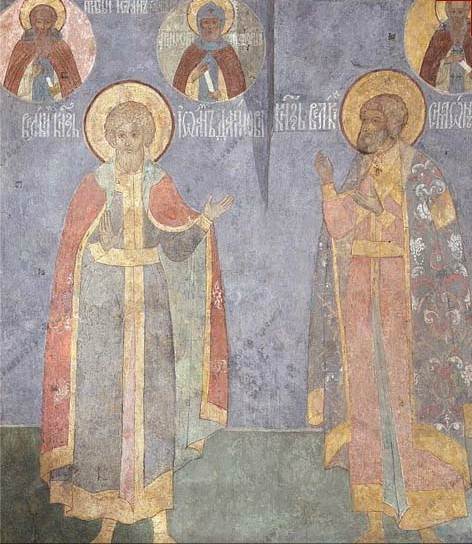
Московские князья Иван Калита (в постриге Анания) и Симеон Гордый (в постриге Созонт) — также стали монахами перед смертью. Фреска в Архангельском соборе

Утверждение о почитании Ивана Грозного Николаем Гурьяновым
В качестве ещё одного довода сторонниками канонизации приводился факт почитания Иоанна Грозного уважаемым в народе старцем Николаем Гурьяновым (1909—2002). Юрий Максимов указывал, что подобное почитатние Ивана Грозного исходило не от самого Николая Гурьянова, а от его окружения: «Я разговаривал со многими людьми, которые общались лично с батюшкой еще тогда, когда он был в силах и даже служил, и ни один из них не сослался на то, что слышал из уст самого батюшки о святости вышеозначенных лиц или получал какие-либо их „иконки“ (когда батюшка собственноручно дарил иконки приходящим к нему, все они, разумеется, были православные). Но я видел механизм возникновения и распространения этого соблазна, и о том, что видел, о том свидетельствую. И я видел, что воля самого о. Николая для этого механизма не нужна. И даже „иконки“ нетрудно в батюшкин иконостас подставить — ведь в последний год батюшка даже не мог самостоятельно встать с постели! И из расшифровки аудиозаписи трехстороннего разговора старца Николая с архимандритом Тихоном и келейницей об ИНН видно, как келейница пытается склонить его к осуждению ИНН».

## Реакция церковного руководства
В ходе встречи с представителями ряда российских радиостанций в канун Нового 2003 года, патриарх Алексий II категорически осудил идеи канонизации Ивана Грозного, особо указав на вину Ивана Грозного перед Церковью: среди святых русской церкви, пострадавших от него, значатся: митрополит московский Филипп, игумен Псково-Печерского монастыря Корнилий, казанский архиепископ Герман, новгородский архиепископ Пимен, Ефросинья Старицкая:

Возможно ли в одно и то же время молитвенно прославлять и мучеников, и их жестоких гонителей? Ибо канонизация царя Иоанна Грозного фактически поставила бы под сомнение исповеднический подвиг святителя Филиппа и священномученика Корнилия Псково-Печерского, который, по свидетельству летописи, «от тленного сего жития земным царем был предпослан к Небесному Царю в вечное жилище».
Против канонизации выступил в 2003 году глава Украинской православной церкви митрополит Владимир (Сабодан):

Те, кто выступает за канонизацию Ивана Грозного и Григория Распутина, руководствуются явно нецерковными и псевдодуховными соображениями. Это таит большую опасность внести в церковную среду соблазн, посеять недоверие, сомнение, дискредитировать идею святости и стать причиной раскола. Эта идея носит провокационный характер. Какие бы аргументы ни приводили сторонники канонизации, они не могут быть достаточными, потому что не было и нет общенародного почитания этих лиц. А публикация в прессе на эту тему — это своего рода реклама, обработка общественного мнения, это искусственное превозношение неподтверждённых их добродетелей. Поэтому считаю своей обязанностью предостеречь наших верующих от соблазна, который сеется радетелями канонизации, советую быть мудрыми и рассудительными в подходе к этому вопросу.

В резких выражениях эта идея была отвергнута в докладе председателя Синодальной комиссии по канонизации, митрополита Крутицкого и Коломенского Ювеналия, Архиерейскому собору РПЦ (октябрь 2004). В докладе отмечено, что вопрос о канонизации Ивана Грозного и Григория Распутина — «вопрос не столько веры, религиозного чувства или достоверного исторического знания, сколько вопрос общественно-политической борьбы». А имена Ивана Грозного и Григория Распутина «используются в этой борьбе как знамя, как символ политической нетерпимости и особой „народной религиозности“, которая противопоставляется „официальной религиозности“ священства… В лице первого Царя и „друга“ последнего Самодержца пытаются прославить не христиан, стяжавших Духа Святого, а принцип неограниченной, в том числе — морально и религиозно, политической власти, которая и является для организаторов кампании высшей духовной ценностью». Митрополит Ювеналий отметил, что данную кампанию проводят «псевдоцерковные журналисты и публицисты, возглавляемые К. Душеновым и обосновывающие свои „открытия“ авторитетом покойного Митрополита Иоанна (Снычёва), никогда не являвшегося специалистом в области русской истории XVI века». В докладе был сделан историографический обзор и особо отмечено, что негативная оценка Грозного едва ли не всеми крупными историками; апологетические же труды про Грозного, отмеченные в советские времена, по словам доклада, писались по личному указанию Иосифа Виссарионовича Сталина. «В современной научной литературе отсутствуют какие-либо попытки апологии Ивана Грозного и его политики. Ряд исследователей объясняют трагические стороны правления Ивана Грозного душевной болезнью царя — паранойей, манией преследования, комплексом неполноценности и т. п., не отвергая при этом психическую вменяемость Ивана Грозного» — отмечалось далее. Фактически, митрополит Ювеналий солидаризовался с процитированным им мнением, что требование канонизации Грозного — «ни с чем не сообразное, безграмотное и с исторической, и с богословской точки зрения». Сочинения сторонников канонизации он прямо назвал «измышлениями», отметив, что они произвольно обращаются с источниками. Далее с иронией отмечается, что сторонники канонизации Ивана Грозного, часто не понимающие разницы между православным церковным вероучением, основывающимся на Божественном Откровении, и государственно-политической тоталитарной идеологией, произрастающей из человеческого мифотворчества, навязывают русскому церковному народу миф о святом Царе, ставшем жертвой невиданного в мировой истории четырёхвекового «клеветнического заговора», причём участниками этого «заговора» оказываются русские летописцы и агиографы, включая святителя Димитирия Ростовского, и также крупнейшие национальные историки, а его «разоблачителями» — «немногочисленные, выполнявшие социальный заказ ВКП(б) сталинские историки». Наконец, отмечалось, что сторонникам канонизации не удалось найти ни каких-либо фактов, неизвестных современной науке и опровергающих сложившееся мнение, ни достоверных свидетельств его почитания в русском церковном народе.
Митрополит Воронежский и Борисоглебский Сергий (Фомин) в марте 2006 года в ходе собрания монашествующих в Алексиево-Акатовом монастыре Воронежа отметил: «Канонизация Григория Распутина и Ивана Грозного, чин соборного всенародного покаяния в грехе цареубийства — все эти проблемы искусственно навязаны Церкви людьми, которые стремятся добиться её раскола. Вместо того чтобы показывать красоту Православия и прививать нравственный образ жизни людям, их начинают сбивать с толку».
16 июля 2024 года Патриарх Московский и всея Руси Кирилл в день памяти перенесения мощей святителя Филиппа, митрополита Московского, заявил, что канонизация царя Ивана Грозного невозможна: «Мы вспоминаем сегодня память святителя Филиппа, митрополита Московского угодника Божия… Ни в чём не повинный святитель, радевший о благе Руси, о благе святого православия, смиренный, благочестивый, прекрасно проповедавший Слово Божие, пал от руки безумного царя. И в стороне остаётся вопрос о причинах этого безумия: то ли болезнь, то ли обуяние злой силой — Бог его знает, что взбудоражило царя. Но он совершил страшное преступление, и поэтому, когда сейчас некоторые представители наших патриотических сил чуть ли не требуют у патриарха канонизации Иоанна Грозного, всем отвечаю, пользуясь случаем, с этого амвона: никакой канонизации быть не может… Прошу считать эту тему закрытой».

## Мнения богословов и церковных историков
Далеко не сразу отреагировали круги церковной интеллигенции. Но в целом их мнение было однозначным в данном вопросе.
Медиевист архимандрит Макарий (Веретенников) характеризует призывы к канонизации Ивана Грозного как попытки дестабилизировать внутрицерковную атмосферу:

Бесспорно, необходимо историческое исследование личности Ивана Грозного, его заслуг и т. д. Но те, кто выступают за его канонизацию, исходят при этом отнюдь не из его особого церковного благочестия. Речь идёт как бы о канонизации монархии. <…> Известна точка зрения нашей Церкви по этому вопросу, но она не волнует «ревнителей». Она не волнует их, поскольку сегодня личность Ивана Грозного переживает необычайное мифологическое переосмысление. Причем это не стихийный, а вполне организованный процесс. <…>
Какие при этом создаются мифы? Первое: оказывается, Иван Васильевич уже канонизирован! Я поначалу не мог понять — как же так, откуда это идёт? На самом деле это активно муссируется в соответствующей прессе и распространяется. Например, не успела пройти передача по радио «Радонеж», как уже выходит аудиокассета в типографской обложке, а на ней — и икона, и чудеса. <…>

Все усилия по «канонизации царя» Ивана Васильевича смущают простых верующих. И мы видим, что эта ситуация нагнетается с помощью некоторых средств массовой информации.
Протоиерей Владислав Цыпин кампанию по канонизации назвал антицерковной провокацией:

Мысль о канонизации царя Ивана Грозного, насколько мне известно, никогда в прошлом всерьёз никем не высказывалась. Эта идея — явление последних лет. Для историков эпоха Ивана Грозного и его место в истории России — это область исследований и полемики, но до последнего времени спор шёл об оценке Ивана Грозного исключительно как исторического деятеля. А вот что он, оказывается, ещё и один из угодников Божиих — такая экстравагантная мысль принадлежит уже нашему времени, и это симптом болезненного состояния религиозного сознания части нашего народа. <…> Для одних это действительно сознательная антицерковная провокация, направленная на то, чтобы по возможности затруднить церковное делание, создать ранее не существовавшие проблемы, обострить уже имеющиеся. Другие из тех, кто ведёт эту кампанию, считают, что Церковь должна быть служанкой в делах политических, что её нужно использовать в своих целях. Вероятно, этим людям представляется, что если бы они привлекли Церковь на свою сторону, она была бы им мощной поддержкой. Но есть ещё и множество людей исторически и богословски наивных. Они легко верят всему, что написано. И мы более всего должны быть обеспокоены тем, что в сознание этих людей вносится смущение.

Александр Дворкин указывает на формирование внутрицерковного сектантства:

Опровергать все эти мифологемы невозможно, потому что возникают все новые и новые. Причина их появления — крайне низкая духовная культура людей, присоединяющихся к Церкви, массовый приток неофитов — совершенно неподготовленных, готовых слепо воспринимать любые высказывания всех, кто на шаг старше их в церковности. Плюс советская привычка диссидентства, привычка жить с кукишем в кармане. Привычка жить двойной жизнью: с одной стороны, ходить на партсобрания, а с другой — рассказывать политические анекдоты. Вот с этим расколотым сознанием приходят люди в Церковь, и эти схемы советской жизни они переносят на церковную реальность. Поэтому и священноначалие они воспринимают так же, как когда-то воспринимали советское правительство. Да, внешне его можно почитать — в то же время публикуя газетные статьи, написанные эзоповым языком и полные каких-то намеков, понося и ругая священноначалие, тем более, что за это можно не опасаться наказания. Другая основа этого сектантства — ностальгия по сильной руке. Сейчас, дескать, все разваливается, а как хорошо было при Сталине или при Иване Грозном, когда все трепетали, а врагов ждала неотвратимая кара. Итак, с одной стороны, есть ностальгия по сильной руке, а с другой — религиозная истерика и кликушество. Отсюда гремучая смесь, которая ложится в основу псевдоправославных, а на самом деле оккультизированных сект.

Диакон Андрей Кураев — видит в данном явлении привычку диссидентствовать, выработанную за долгие годы советского прошлого:

Интеллигенту трудно быть вместе с властью. Для него неестественно власть поддерживать. Он себя очень уютно чувствует в диссидентском подполье, особенно если оно более или менее безопасное: ты им фигу показал и спрятался, а на самом деле тебя никто и не преследует. То есть психологически я понимаю, почему эти люди там, но все-таки надо хоть чуть-чуть церковно взрослеть и церковно меняться. <…> Казалось бы, так хорошо сказать: да, они все хорошие люди были, замечательные, святые, и так хочется, чтобы ещё одним молитвенным заступником было больше, — и все-таки это желание надо сверять с голосом церковного предания. <…> Взять того же царя Ивана Грозного и его отношение к святителю Филиппу. Ведь помимо разнообразных исторических документов существует литургическое предание Церкви. Литургическое предание выразило себя в службе святителю Филиппу Московскому, в частности в июньской службе, где в каноне на утрене содержится вполне ясная характеристика того человека, чье вмешательство в судьбу святителя Филиппа было столь трагическим. Этот человек не называется по имени, но ведь понятно, о ком идет речь и кто там называется «новым фараоном» и «новым Иродом».

По словам игумена Дамаскина (Орловского) «ныне же множество людей воспринимают Церковь относительно этого вопроса как инструмент для достижения тех или иных политических целей». Отсюда, по его словам священнослужителя, рождается пожелание канонизировать Ивана Грозного или Григория Распутина. «Однако в тех случаях, когда канонизация имеет нецерковные цели, она становится средством разрушения Церкви».
Священник Георгий Максимов, комментируя установку двух памятников Ивану Грозному в 2016 году, написал: 

на самом деле Чикатило далеко до некоторых «художеств» Ивана Грозного. Почитатели последнего любят говорить, что, мол, это все клевета, оболгали злые западники «Помазанника Божия». Правда, почему-то эти же самые источники не «лгали» таким образом ни на отца, ни на сына Ивана IV, ни на кого-либо из его предшественников или преемников. На самом деле в этой «защите» есть изрядное лукавство, поскольку если действительно считать все рассказы о зверствах Ивана Грозного клеветой, то без них он потерял бы всякую привлекательность и притягательность для современных любителей «сильной руки». Как Иван III, например, который сделал не меньше, а то и больше для будущего Руси, однако никто не бегает с его иконами и не требует канонизации. Даже не вспоминает никто.
Тем-то и цепляет Грозный своих нынешних почитателей — пытками, массовыми казнями над «врагами страны», от рассказов о которых стынет кровь в жилах. Вот, мол, какие у нас цари! Вот как у нас порядок наводят! Трепещите, враги внешние и внутренние! <…>
меня печалят те православные почитатели Грозного, которые все знают о нём — и оправдывают. <…> Когда я слышу от наших православных: ну, подумаешь, что оболгал, сместил и убил святого предстоятеля Русской Церкви, зато границы страны расширил! Подумаешь, что массово пытал и убивал, в том числе и младенцев, зато подавил «пятую колонну» внутри страны! Подумаешь, что шесть раз женат был, зато стихиры писал! — когда я такое слышу, то вижу в этом крайне болезненное и опасное извращение Православия.